# Bundesamt für Wehrtechnik und Beschaffung

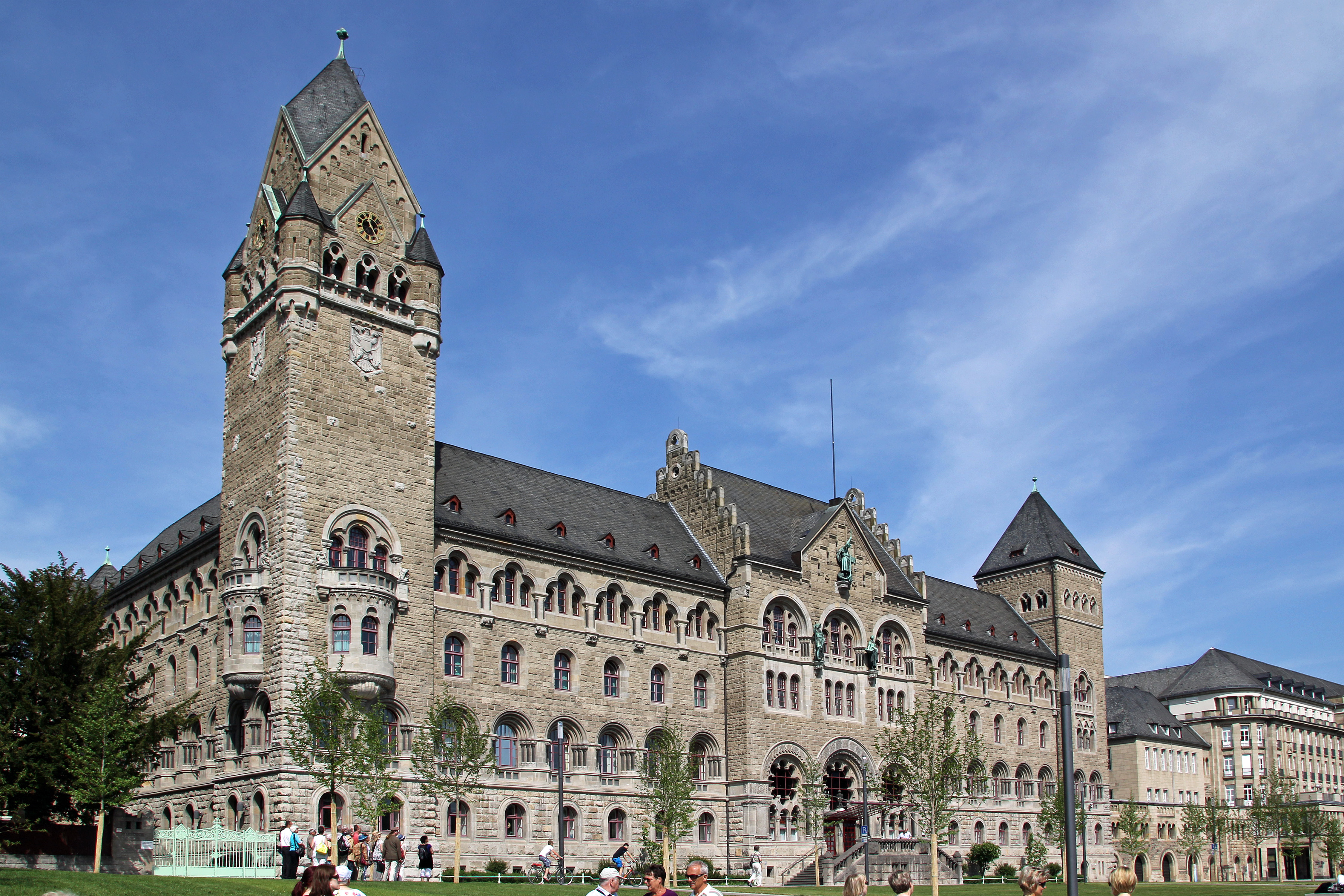
Ehem. preußisches (Bezirks-)Regierungsgebäude in den Rheinanlagen in Koblenz, heute Sitz der Leitung des BAAINBw

Das Bundesamt für Wehrtechnik und Beschaffung (BWB) war ab 1958 eine Bundesoberbehörde der Bundeswehrverwaltung in Koblenz. Sie war der Hauptabteilung Rüstung im Bundesministerium der Verteidigung unterstellt. Aus einem Teil dieses Amtes war das Bundesamt für Informationsmanagement und Informationstechnik der Bundeswehr (IT-AmtBw) hervorgegangen.
Beide Ämter gingen Anfang Oktober 2012 in der neu gegründeten Bundesoberbehörde Bundesamt für Ausrüstung, Informationstechnik und Nutzung der Bundeswehr (BAAINBw) auf und unterstehen der Abteilung Ausrüstung, Informationstechnik und Nutzung im Bundesministerium der Verteidigung.

## Aufgaben
Aufgabe des BWB war die Deckung des unmittelbaren und mittelbaren Bedarfs der Streitkräfte. Hierzu gehörten Entwicklung, Erprobung und der Einkauf von Wehrmaterial aller Art, die Änderung des Wehrmaterials, die wehrtechnische Normierung und die Durchführung der Gütesicherung und -prüfung. Mit einem Beschaffungsvolumen von jährlich rund 3,7 Milliarden Euro war das BWB die größte Beschaffungsbehörde in Deutschland.
Die damals dem BWB vorstehende Hauptabteilung Rüstung des Bundesverteidigungsministeriums befasste sich im Wesentlichen mit Rüstungsplanung, internationaler Rüstungskooperation, rüstungswirtschaftlichen Angelegenheiten, wehrtechnischer Forschung, Fachaufsicht über Rüstungsprojekte und Controlling.

## Verfassungsrechtliche Grundlage
Das BWB war Teil der Wehrverwaltung des Bundes gemäß Art. 87b Grundgesetz und damit nicht Teil der Streitkräfte gemäß Art. 87a GG. Die Wehrverwaltung des Bundes und die Streitkräfte bilden die Bundeswehr. Im Gegensatz zur gängigen Praxis in vielen anderen Staaten und der Geschichte der deutschen Streitkräfte beabsichtigt dies eine strikte organisatorische Trennung zwischen der Truppe und den zivilen Mitarbeitern der Wehrverwaltung, einschließlich des Rüstungsbereiches.

## Dienstort
Das BWB war im Gebäude der ehemaligen preußischen (Bezirks-)Regierung, dem Bundesbehördenhaus am Rheinufer, im Koblenzer Hof, der Falckenstein-Kaserne in Koblenz-Lützel, sowie dem Hauptsitz im Koblenzer Stadtteil Rauental untergebracht.

## Dienststellen
Dem BWB unterstanden sieben Wehrtechnische Dienststellen (WTD) der Bundeswehr:
- Wehrtechnische Dienststelle für Kraftfahrzeuge und Panzer (WTD 41), Trier
- Wehrtechnische Dienststelle für Pionier- und Truppengerät (WTD 51), Koblenz
- Wehrtechnische Dienststelle für Schutz- und Sondertechnik (WTD 52), Oberjettenberg
- Wehrtechnische Dienststelle für Luftfahrzeuge – Musterprüfwesen für Luftfahrtgerät der Bundeswehr (WTD 61), Manching
- Wehrtechnische Dienststelle für Schiffe und Marinewaffen, Maritime Technologie und Forschung (WTD 71), Eckernförde
- Wehrtechnische Dienststelle für Informationstechnologie und Elektronik (WTD 81), Greding
- Wehrtechnische Dienststelle für Waffen und Munition (WTD 91), Meppen

Zusätzlich waren ihm zwei wehrwissenschaftliche Dienststellen, das Wehrwissenschaftliche Institut für Schutztechnologien – ABC-Schutz in Munster und das Wehrwissenschaftliche Institut für Werk- und Betriebsstoffe in Erding, das Marinearsenal mit Betrieben in Wilhelmshaven und Kiel sowie Güteprüfstellen in Berlin, Bremen, Donauwörth, Dresden, Düsseldorf, Emden, Freiburg, Freisen, Hamburg, Heidelberg, Immenstaad, Kassel, Kiel, Koblenz, Köln, London, Lübeck, Maintal, Manching, München, Nürnberg, Oberndorf, Ottobrunn, Ulm, Unterlüß, Unterschleißheim und u. a. der Projektbereich für Führungs- und Waffeneinsatzsysteme (FüWES) der Marine (S6, früher S09, IT III 5, FE VI 6) als Außenstelle des BWB in Wilhelmshaven zugeordnet.
Über die Deutsche Verbindungsstelle des Rüstungsbereiches für die USA und Kanada in Reston wurden gemeinsame Projekte betreut und bearbeitet. Des Weiteren war ihm die Wehrtechnische Studiensammlung Koblenz zugeordnet.

## Präsidenten
Folgende Personen führten das Bundesamt für Wehrtechnik und Beschaffung als Präsidenten:
|    | Name                | Beginn der Amtszeit | Ende der Amtszeit |
| -- | ------------------- | ------------------- | ----------------- |
| 01 | Wilhelm Rentrop     | Dez. 1955           | Dez. 1957         |
| 02 | Fritz Stammbach     | Jan. 1958           | Apr. 1962         |
| 03 | Theodor Benecke     | Mai 1962            | März 1969         |
| 04 | Karl-Berthold Suhle | Okt. 1969           | Jan. 1971         |
| 05 | Günther Rebus       | Feb. 1971           | Juli 1971         |
| 06 | Dietrich Wilkens    | Juli 1971           | Sep. 1975         |
| 07 | Otto Greve          | Okt. 1975           | Apr. 1984         |
| 08 | Heinz Gläser        | Juni 1984           | Mai 1994          |
| 09 | Peter Koerner       | Juni 1994           | Nov. 1997         |
| 10 | Detlev Petry        | Dez. 1997           | 2008              |
| 11 | Harald Stein        | 2008                | Sep. 2012         |

## Kritik
In der 2. Wahlperiode des Deutschen Bundestages 1957 gab es im Zusammenhang mit Rüstungsanschaffungen durch das Bundeswehrbeschaffungsamt einen Untersuchungsausschuss. Das Gremium beendete ohne einen Abschlussbericht seine Arbeit.
Im August 2010 bezeichnete Hans Heinrich Driftmann die Bundeswehr als „Sanierungsfall“. Driftmann ist Vize-Vorsitzender der Expertenkommission zur Reform der Bundeswehr sowie DIHK-Präsident; er machte vor seinem Wechsel in die Wirtschaft bei der Bundeswehr und im Verteidigungsministerium Karriere. Das Bundesamt für Wehrtechnik und Beschaffung mit seinen damals 8500 Mitarbeitern sei wesentlich größer als die Einkaufsabteilungen in deutschen Großunternehmen. Diese wickelten vergleichbare Volumen mit gerade mal zehn Prozent des Personals ab. Driftmann sah die Probleme aber nicht nur beim BWB: Das Verteidigungsministerium könne man leicht halbieren; die Führungsstäbe der Teilstreitkräfte gehörten nicht ins Ministerium.
Im September 2010 kritisierte der ranghöchste Soldat der Bundeswehr Volker Wieker den gesamten Beschaffungsprozess scharf. In seinem
„Bericht des Generalinspekteurs der Bundeswehr zum Prüfauftrag aus der Kabinettsklausur“ bemängelt Wieker: „Zersplitterte Zuständigkeiten, bestehende Verfahren und Prozesse, Einflussnahme von außen und unzureichende Finanzausstattung schränken den Handlungsspielraum der Streitkräfte seit geraumer Zeit ein.“
Alle großen Rüstungsprojekte der Bundeswehr, so Wieker,
- „fallen aus dem Kostenrahmen“,
- „fallen aus dem Zeitrahmen“ und
- brächten „nicht einmal das geforderte Fähigkeitsspektrum“.

Milliarden Steuergelder würden für Projekte ausgegeben, die nicht schnell genug geliefert würden, den Anforderungen für den Einsatz nicht entsprächen und deutlich mehr kosteten als geplant. Wieker: „Hierfür tragen Bundeswehr und Auftragnehmer in der Wirtschaft gleichermaßen Verantwortung“.